# D.S. -Dal Segno-
《D.S. -Dal Segno-》是CIRCUS在2016年4月28日發售的戀愛冒險類型成人遊戲，2018年2月22日由ENTERGRAM發售PlayStation Vita與PlayStation 4版本。後來於2017年4月28日發售Fandisc《D.S. i.F. -Dal Segno-in Future》。

## 故事
本作的男主角高村敦也转学来到位于「风南岛」的風南學園就读，刚来到岛上便受到了風南島的人工智慧管理员“天”的欢迎。风南岛是一座号称「没有人不开心」的岛屿，而天的任务便是想办法让所有人都幸福。天给了敦也一个吊坠，让主人公获得了摘下眼镜便可看到其他人的「幸福指数」的能力。在学校，他又先后遇见了经常在灯塔边出没，形单影只经常翘课的朝宮阳茉莉、学生会会长，表现优秀的大小姐邑崎遙月、在天台出没自称是魔王女儿的中二少女神月依愛、以及表妹藤白乃繪里。同班同学辻谷大和要求主人公挑选学校的一位女生参加在圣诞节举行的选秀，主人公可以借此拉近与不同角色的关系，并在选秀后进入四位同学的线路，并在完成四条线路后，进入天的线路。

## 角色

### 主要角色
高村敦也
本作的男主角。風南學園本校2年3組的學生。家中父母双亡，他与亲妹妹高村鳴随后被藤白乃繪里的母亲收养。
朝宮阳茉莉
敦也的女同學和舍友，頭戴名叫「梅德丝」的帽子。她出生时即被遗弃，在孤儿院长大。她手上的吊坠也能让她看到其他人的幸福指数，而在离开孤儿院来到岛上后她无法放下孤儿院中的温暖生活而封闭自我，在个人线路中最终敞开心扉。
邑崎遙月（聲優：夏野冰）
風南學園的學生會會長，就讀2年1組，父親是理事長。实际上她并不是真正的邑崎遙月，而是她的双胞胎妹妹邑崎春阳。真正的邑崎遙月全方面都表现优异被家族寄予厚望，而她则不被重视。然而在十年前发生了交通事故，真正的邑崎遙月被卡车撞倒身亡，同行的妹妹便顶替姐姐的身份让家人误以为被撞死的是妹妹。在十年假扮姐姐的过程中她也成为了优秀的人，证明了自己。
神月依愛（聲優：遥空）
敦也的同學，自稱是魔王之女的中二病少女。她手上的吊坠能让她在梦境中进入她所写小说故事中的世界，在她的线路中她的父亲身亡，而她也逃入梦中世界一睡不醒，直到主人公进入她的梦境成为白马王子将她唤醒。
藤白乃繪里（聲優：澤田夏）
敦也的表妹，就讀附屬3年4組的學生。主人公与其亲生妹妹在父母离世后辗转于各个亲戚家中并最后被藤白家收养。被多个亲戚家抛弃的主人公惧怕被藤白家视作负担而主动与他们划清界限，导致乃繪里感到与他之间的隔阂。在她的线路中她许愿与主人公成为真正的亲人，导致除了主人公的所有人都从她的记忆中被抹除；而主人公最终消除了界限，宣告将与她结成夫妻关系的家人，化解了危机。
天
人工智慧少女，管理風南島的系統，致力于让所有人都感到幸福。在她的线路中，主人公启发她寻找“真正的幸福”，最终她找到爱情为真正的幸福，也意识到爱情的占有性质与让所有人都开心的宗旨存在冲突。复杂的情感导致系统开始超出负载并频繁过热宕机重启，而天本身也陷入了与主人公的爱情当中。在二人度过一段甜蜜时光后風南島的系統最终完全崩溃，她本人也就此消失。
在D.S.后记中，数个月后，風南島的系統重新启动，新的人工智慧少女“奏”继承了天的部分思想和与主人公互动的习惯，主人公也认识到天的努力给風南島产生了积极的改变，她的消失不是白费。

### 其他角色
高村鳴（聲優：小鳥居夕花）
敦也的親生妹妹。
辻谷大和（聲優：原田友貴）
敦也的同學。
梅德丝（聲優：上田朱音）
阳茉莉平常所穿戴的白帽子，能與阳茉莉對話。帽子是使用阳茉莉被遗弃至孤儿院时裹着的襁褓织成的，而帽子的自我意识是阳茉莉踏上风南岛时由阳茉莉的愿望产生的，在阳茉莉线路的最后消散。
水原藍
敦也的學姊，就讀本校3年2組，擔任風紀委員長。

## 主題曲
片頭曲、D.S.片尾曲Pleasure garden
作詞：yozuca*，作曲、編曲：chokix，主唱：Rin'ca
片尾曲
作詞、作曲：rino，編曲：ANZIE，主唱：Rin'ca
插入曲
作詞、作曲：rino，編曲：chokix，主唱：CooRie
天线插入曲
作詞、主唱：yozuca*，作曲、編曲：lotta
天线片尾曲
作詞：rino，作曲、編曲：Nekusam，主唱：Rin'ca
D.S.片尾曲
作詞、作曲、主唱：yozuca*，編曲：lotta

## 評價
《ファミ通》1528號的クロスレビュー對遊戲機版給予26/40評分。

## 外部連結
- 官方网站 （日語）
- PS4/PSV版官方網站（页面存档备份，存于）ENTERGRAM（日語）
- D.S. i.F. -Dal Segno-in Future官方網站（页面存档备份，存于）CIRCUS（日語）
- 《D.S. -Dal Segno-》在視覺小說數據庫的頁面 （英文）